# Mula-Mutha
Mula-Mutha – rzeka w Indiach, przepływa przez miasto Pune, uchodzi do rzeki Bhima na płaskowyżu Dekan. Poziom zanieczyszczenia rzeki jest wysoki.